# Magyargoroszló
Magyargoroszló (románul Guruslău, németül Grosslau) falu Romániában, Szilágy megyében. Közigazgatásilag Haraklányhoz tartozik.

## Fekvése
Zilahtól 14 km-re északnyugatra, a Zilah folyó jobb partján fekszik.

## Nevének eredete
Neve a szláv Goroslav személynévből származik.

## Története

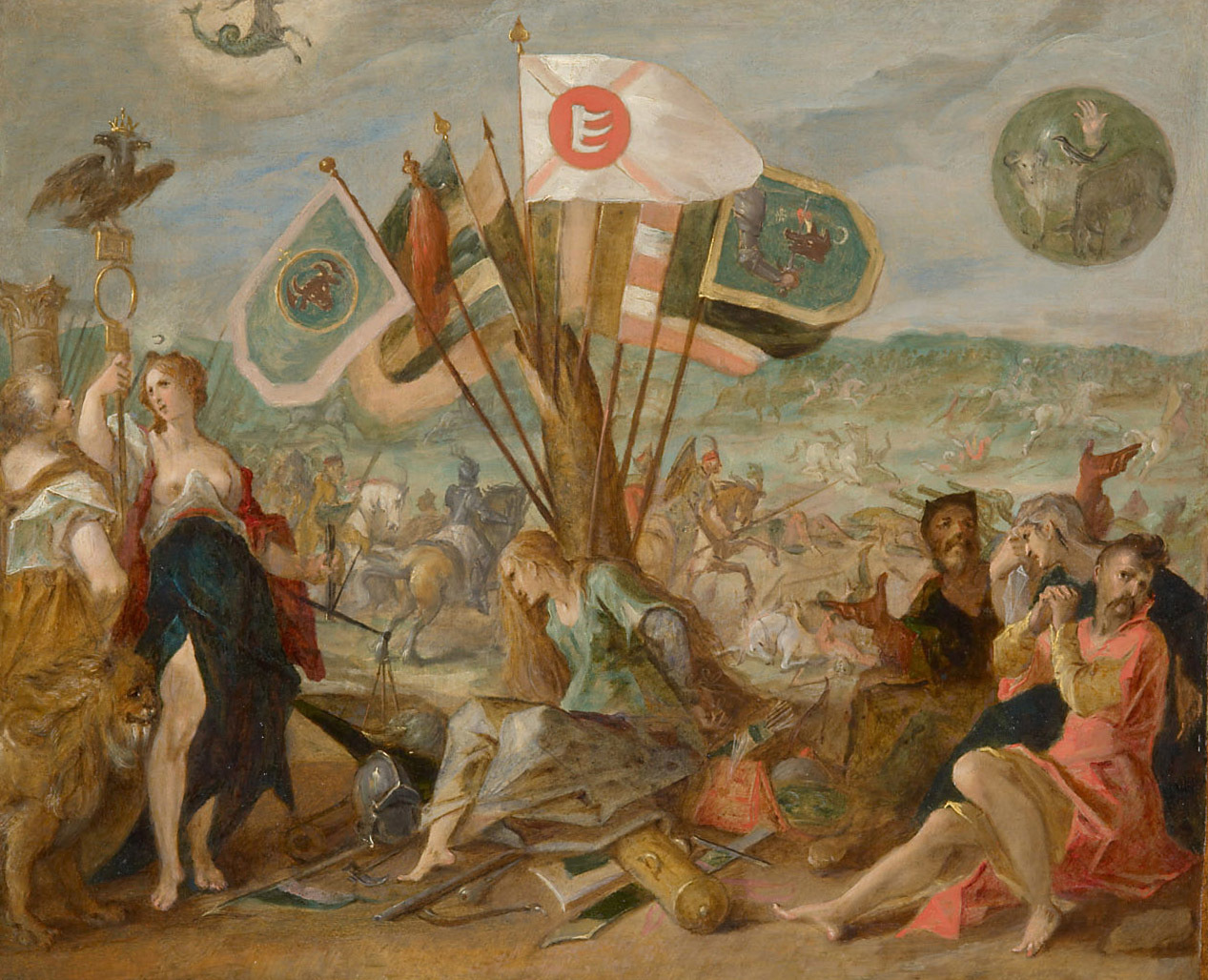
A goroszlói csata (1601)

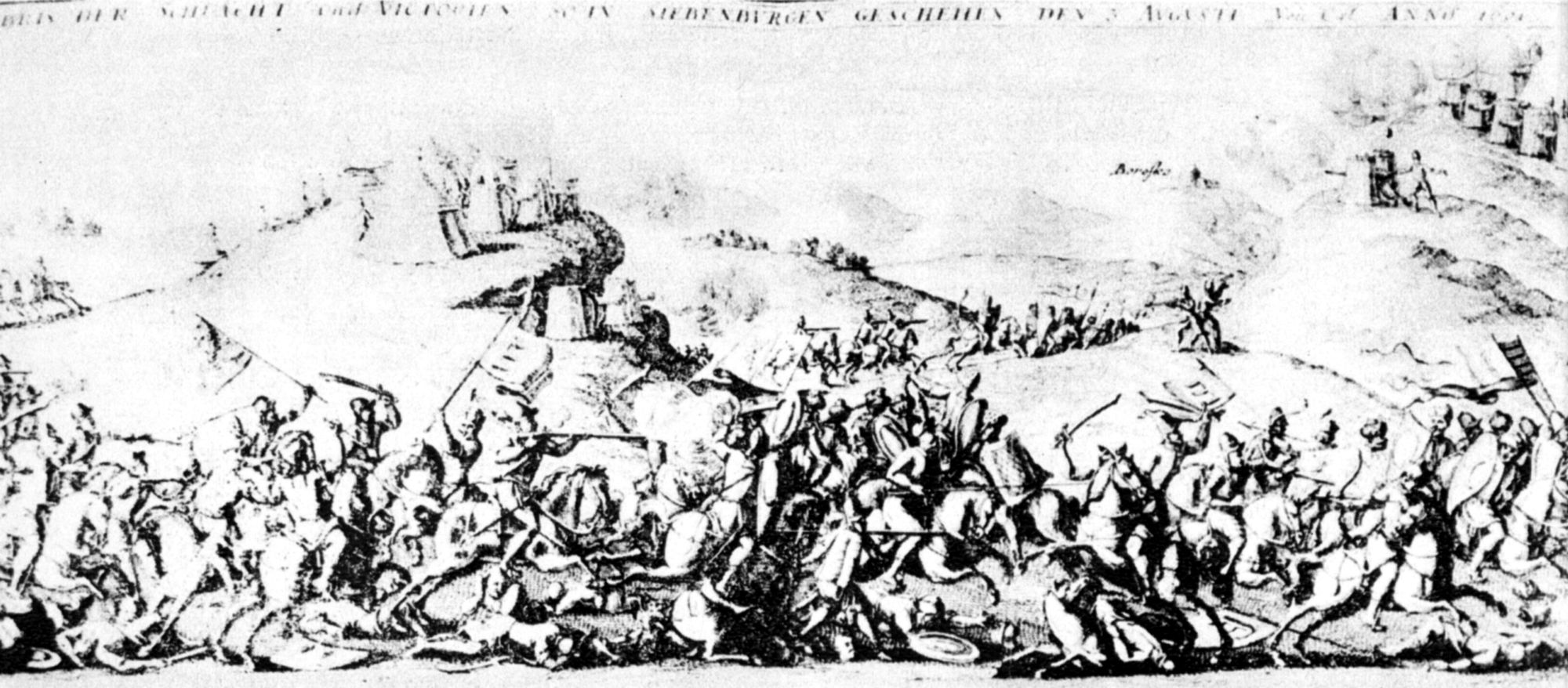
A goroszlói csata egy 1772-es rajzon

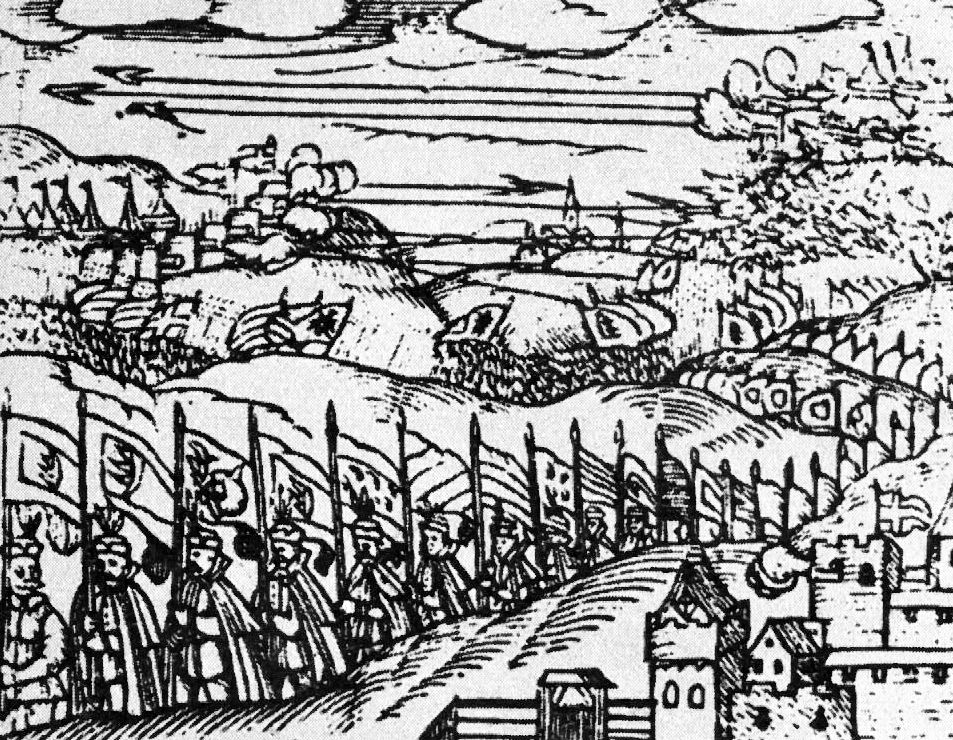
A goroszlói csata egy régi rajzon

Goroszló nevét már a Váradi regestrumban is említették 1205 és 1235 között, majd 1445-ben Gorozló, 1454-ben Két Magyar Gorozlo, 1584-ben pedig Guruzló néven említették az oklevelek.
Magyargoroszló Somlyóhoz tartozott, és a Bátoriak és a Bánfiak birtoka volt.
1601-ben itt győzték le Basta és Vitéz Mihály vajda csapatai Báthory Zsigmondot. Báthory Zsigmond a sereg élére két egyenrangú vezért nevezett ki, az Erdélyi Fejedelemség hadseregének vezetésére, Székely Mózest és Csáky Istvánt. Báthorynak ez a lépése, mint később kitűnik végzetes lesz, az erdélyi hadsereg számára, ugyanis a két egyenrangú vezérnek megtett parancsnok egymással versengeni és vetélkedni kezdett. Csáky István, aki az erdélyi magyar nemesek közül kiemelkedő vagyont szerzett, azt állította, hogy ő a rátermettebb a vezetésre, ugyanis az ő ősei voltak, akik Árpád fejedelem mellett a hét vezérrel együtt jöttek be a honfoglalásnál és a hét vezér egyikétől egyenesen Szabolcs vezér Csák nevű fiától eredeztette őseit. Csáky sértegetéseire válaszul Székely Mózes azt üzente vissza, hogy az ő ősei sem alacsonyabb rendűek semmivel sem és őt sem a gólya költötte. Georg Krauss szász krónikás szerint: „Az erdélyiek vezére Székely Mózes volt, ez azt mondotta, hogyha az égboltozat lezuhanna, a lovasok kopjái fel tudnák tartani, hogy ne hulljon a földre.” A goroszlói ütközetben mintegy 2000 ember halt meg a csatatéren és Báthory serege elveszítette sátrait, tábori felszerelését és 45 ágyúját, ami a zsoldosok birtokába jutott. Az elfogott magyar tiszteket 60 bitófára akasztották fel. Az erdélyi zászlók közül 130 az osztrákok kezébe került és a mai napig Bécsben vannak.
A goroszlói csatában a falu is elpusztult, a régi falu nem a mai helyén állt, hanem az 1601-es csata után költözött a mai helyére.
A fennmaradt néprege szerint a lakosságot a templomban támadták meg istentiszteleten. Egy részét leölték, más részét rabságba hurcolták, köztük a papot is egy kisfiával együtt.
1648-ban Rákóczi birtok volt, I. Rákóczi György fejedelem fiának II. Rákóczi Györgynek és nejének Báthory Zsófiának adományozta.
1677-ben egy itteni részbirtokba beiktatták özvegy Bánffy Dénesné Bornemissza Katalint.
1708-ban a kuruc világban a falu ismét elnéptelenedett egy időre a környéken folyó csatározások miatt, később a kincstáré lett, amely Cserey Farkas udvari tanácsosnak adta.
1724-ben itteni részbirtokukon Losonczy Bánffy György, Zsigmond, László és Kristóf osztozkodtak.
1759-ben két egyenlő részre osztotta a birtokot Bánffy Ferenc és Boldizsár.
1808-ban végzett összeíráskor Goroszló birtokosai voltak:  gróf Bánffy, báró Bánffy, Szénás, Fodor, Koszorús, Kállai, Beczkai családok.
1847-ben 719 lakosából 363 görögkatolikus, 356 református volt.
1890-ben 680 lakosa volt, melyből 480 magyar, 8 német, 191 oláh nyelvű volt. A népességből 193 fő görögkatolikus, 478 református, 1 unitárius, 8 izraelita, a házak száma pedig 124 volt.
1910-ben 804, többségben magyar lakosa volt, jelentős román kisebbséggel. A trianoni békeszerződésig Szilágy vármegye Zilahi járásához tartozott.
A 2002-es népszámláláskor 610 lakosa közül 535 fő (87,7%) magyar, 75 (12,3%) pedig román volt.

## Nevezetességek
- Református kőtemploma
- Görögkatolikus fatemploma
- Az 1601. augusztus 3-i goroszlói csata emlékműve